# UTC+13
UTC + 13:00 é o fuso horário onde o horário é contado a partir de mais treze horas em relação ao horário do Meridiano de Greenwich.

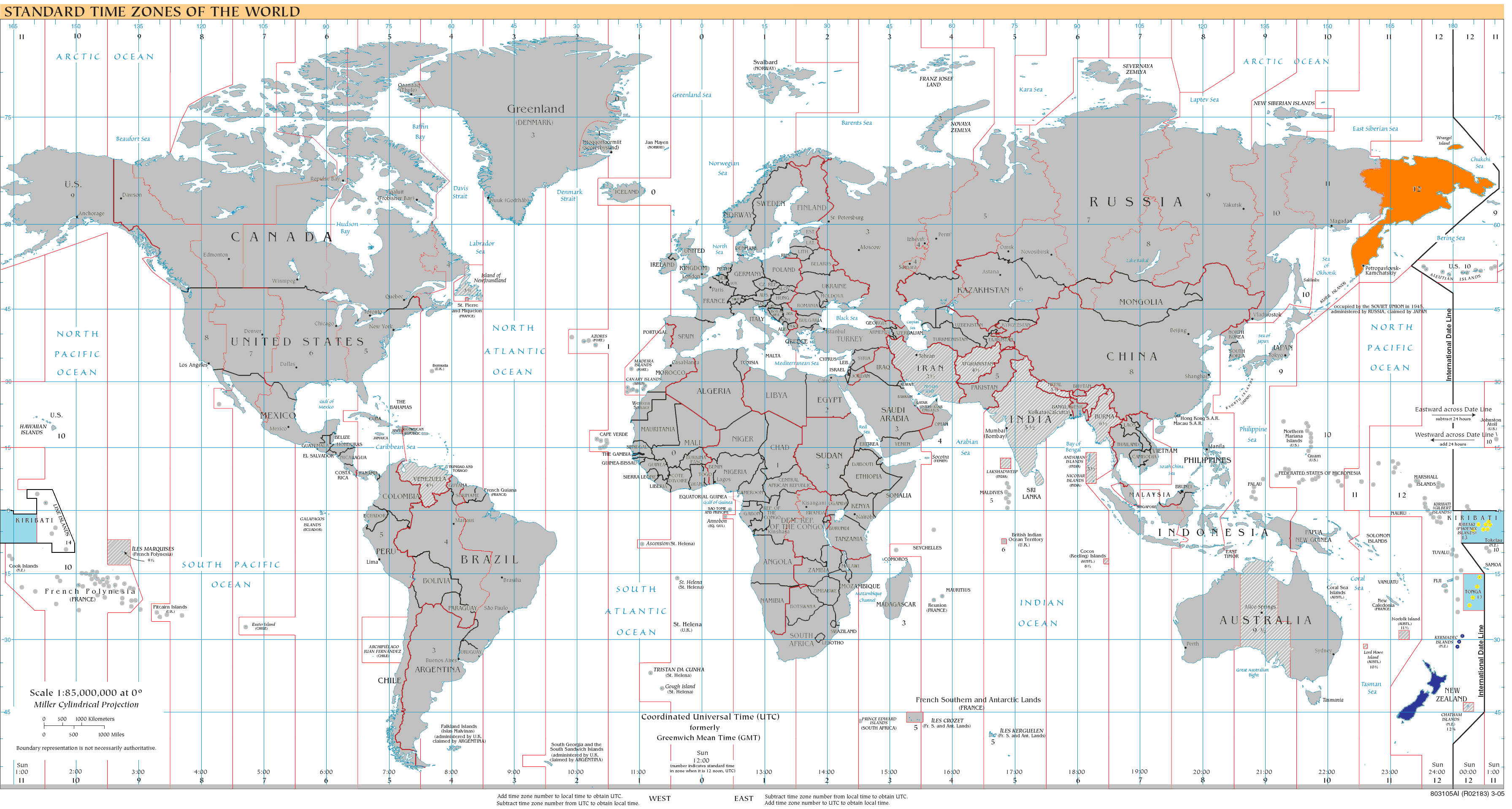
Mapa de 2008 contendo as variações de tempo de acordo com a longitude, com a UTC+13:00 em destaque.

Longitude ao meio: 165º 00' 00" L
É usado por:
- Kiribati
  - Centro: Ilhas Phoenix
- Samoa[2]
- Tonga[3]